# Eight (+3) Tristano Compositions 1989: For Warne Marsh

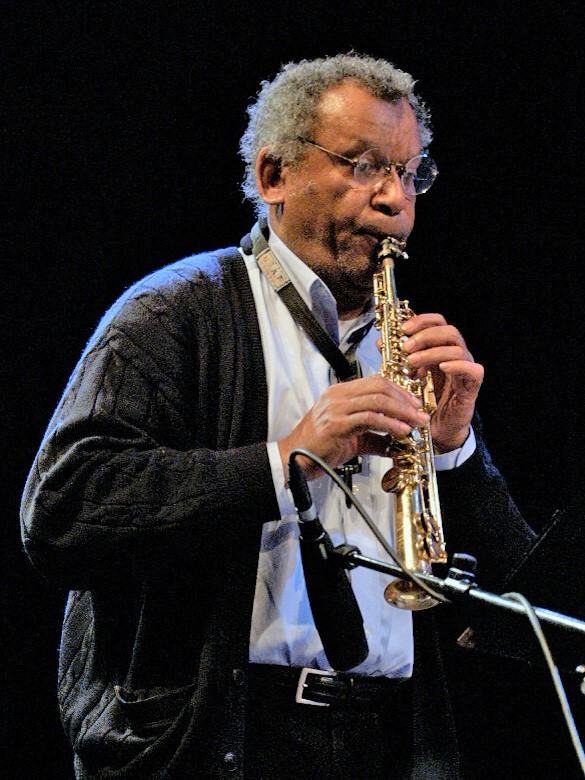
Anthony Braxton

Eight (+3) Tristano Compositions 1989: For Warne Marsh ist ein Jazz-Album von Anthony Braxton, das am 10. und 11. Dezember 1989 im Sage & Sound Recording Studio in Hollywood aufgenommen wurde und 1990 bei HatHut Records erschien.

## Das Album
Braxtons Anerkennung frühenrer Jazzinnovatoren wie Thelonious Monk, Lennie Tristano, Warne Marsh und Paul Desmond ist in seinen Interviews und in Musik dokumentiert, beginnend mit What’s New in the Tradition (SteepleChase, 1974) bis zu seinen Piano-Aufnahmen in New Yorks Knitting Factory in den 1990er Jahren; er hat seine Hörer regelmäßig an seine Wurzeln im Jazz erinnert, ohne dabei den Stil anderer Musiker zu imitieren.
Braxton verstand dieses Album als eine Hommage an den Saxophonisten Warne Marsh, der ab 1948 bei Lennie Tristano studierte, und an Tristanos Band der späten 1940er und frühen 1950er Jahre, in der auch der Altsaxophonist Lee Konitz und der Gitarrist Billy Bauer spielte.

„Meine Musik/musikalisches System wurden nicht in einer negativen Reaktion auf die Tradition gebaut - sie war inspiriert in Zustimmung zu der Tradition.“

Sein Lehrer Jack Gell brachte dem vierzehnjährigen Braxton einige Kompositionen nahe, so Bob Graettingers City of Glass (interpretiert vom Stan Kenton Orchestra) sowie Tristanos Stücke Marionette, Sax of a Kind und Wow (die später auf dem Album Crosscurrents versammelt waren). Braxtons Interesse für diese „weiße Musik“ der frühen 1950er Jahre – in den Liner Notes erwähnt er die rassistischen Anfeindungen seitens seiner afroamerikanischen Kollegen – wurde endgültig durch das Album Lee Konitz Meets Jimmy Giuffre geweckt, insbesondere durch die Soli von Warne Marsh in The Song Is You und When Your Lover Has Gone: „Hört auf die innere Logik seiner Soli, sein Rhythmus- und Zeitkonzept, sein profunder Gebrauch von Harmonien, vor alles seines Erfindungsreichtums.“ Seine Verehrung für Warne Marsh brachte Braxton bereits 1973 in der Composition No. 23M (auf dem Album Four Compositions 1973) zum Ausdruck, geprägt von Intervallsprüngen im Unisono-Spiel von Piano und Altsaxophon, erneut 1974 in Marshmallow (In In the Tradition Vol. 1) und 1985 in Background Music (in Seven Standards Vol. 1).
In Braxtons eigener Band spielten hier Jon Raskin am Baritonsaxophon, Dred Scott am Piano (der hier sein Aufnahmedebüt hatte), Cecil McBee am Bass und Andrew Cyrille am Schlagzeug. Das Programm umfasste – so der Albumtitel – acht Kompositionen Tristanos, ergänzt um zwei Jazzstandards (aus dem Repertoire von Tristano und Marsh) von Irving Berlin (How Deep Is the Ocean) und von Vincent Youmans (Time on My Hands) sowie eine Komposition von Warne Marsh (Sax of a Kind).
Das Album beginnt mit vier Tristano-Stücken, zunächst das mit hoher Geschwindigkeit gespielte Two Not One, gefolgt von 317E 32nd Street im Medium-Tempo, bei dem Braxton und Raskin das Thema unisono vortragen. Dreams spielen Braxton und Pianist Scott im Duo; das schnelle Bebop-Stück Lennies Pennies erneut in Quintettbesetzung, in dem alle Musiker solistische Beiträge liefern.
In der Ballade How Deep Is the Ocean spielt Braxton Flöte, begleitet lediglich von der Rhythmusgruppe; nach der schnellen Tristano-Nummer Victory Ball folgt Warne Marshs Sax of Kind; Braxton (Sopran), Raskin (Bariton) und Scott (Piano) spielen es im Trio. Der relativ abstrakten Komposition folgt das eingängige Lennie Bird mit Bop-typischen Schlagzeug-Einsprengseln Cyrilles; Scott und Braxton haben längere Soli, bevor das unisono vorgetragene Thema das Stück beendet. Das lyrische Time on My Hands spielt Braxton wieder auf der Flöte. Nach einem zweiten Take des Victory Ball folgen die Tristano-Nummern Baby (Braxton/Scott im Duo) und April (Quintett).

## Rezeption des Albums
In seiner Besprechung bei Allmusic bewertete Thom Jurek das Album mit der Höchstnote und lobte „die lyrische Brillanz und subtile Anmut dieses Tributs“. Weiter schrieb er: „Tristanos Songbook - das Charlie Parkers Sinn für Harmonie und sein eigenes Gespür für lyrische Melodien und Kontrapunkte beinhalte - wird fehlerfrei von seiner Band dargeboten.“ Dabei spielten sie mit einem ganz anderen Sinn für Klarheit und emotionaler Intensität, wie sie nur der zeitliche Abstand ermögliche. So gelinge dies in Lennie’s Pennies, in dem Braxton und Raskin sich dem subtilen melodischen Erfindungsreichtum des Originals von 1952 annäherten. Irving Berlins trällernd lyrisches How Deep Is the Ocean gäben sie „eine Kraft an Schönheit und Komplexität“. In Warne Marshs Sax of a Kind biete Braxton sein wohl emotionalstes Spiel, interessiert Marshs eigenes Gefühl für die Komposition zu erwecken, das ihm begegnete, als er dieses Stück von ihm hörte:

“Braxton sails with no edges, slowly allowing the tune to build from his soprano and inverting the tune’s mode just as the line slips into improvisation. It’s a ballad without a backbone, just a feeling, spreading over the entire body of the track until all that’s left are the mode changes in the solos – truly beautiful.”

Richard Cook und Brian Morton verliehen dem Album die zweithöchste Bewertung, merkten aber einschränkend die Rolle des zweiten Saxophonisten John Raskin an, bei dem „es nicht klar ist, ob er voll das Idiom verstanden“ habe. Die Autoren heben jedoch das Spiel des Pianisten Dred Scott sowie der „Veteranen“ in der Rhythmusgruppe, Cecil McBee und Andrew Cyrille. Seine Aneignung von Standards sei „nicht weniger radikal“ wie Braxtons eigene Kompositionen.

## Die Stücke des Albums
- HatHut Records CD 6052
  1. Two Not One – 7:20
  2. 317 East 32nd Street – 8:20
  3. Dreams – 5:46
  4. Lennie’s Pennies – 9:25
  5. How Deep Is the Ocean? (Berlin) – 4:47
  6. Victory Ball – 4:50
  7. Sax of a Kind (Marsh) – 4:10
  8. Lennie-Bird – 6:30
  9. Time on My Hands (Youmans) – 4:55
  10. Victory Ball [Take 2] – 5:12
  11. Baby – 5:15
  12. April – 8:26
- Alle Kompositionen (soweit nicht anders angegeben) stammen von Lennie Tristano.
- Die zusätzlich eingespielten Stücke Wow, Dreams (take 2) und Lennies Pennies (take 2) wurden auf dem Album Kimus #4 (hatARt 16004, 1991) veröffentlicht.[6]